# Indijski mali mungos
Mali indijski mungos (Urva auropunctata) vrsta je mungosa iz južne i jugoistočne Azije, a od kraja 19. stoljeća unešen na još mnoga mjesta u svijetu.
  
Zapadne podvrste ponekad se odvajaju u vrstu U. palustris, a istočne u Urva javanica. Srodan je i sličan svojem većem rođaku indijskom sivom mungosu (Urva edwardsii) s kojim dijeli domovinu i većinu svog prirodnog areala.

##### Opis
Tijelo je vitko, noge kratke, glava duguljasta sa šiljastom njuškom. Dužina bez repa je 25 do 41 cm a masa oko 0,5 kg, mužjaci imaju robusniju glavu i veći su od ženki. Uške su kratke. Krzno mekano i kratko, svjetlo do tamno smeđe boje prošarano zlatnim točkama (lat. auropunctata). Odozdo je svjetliji. Rep je snažan i kitnjast, postupno se stanjuje prema vrhu. Kad se uznemiri, dlake na tijelu i repu mu se nakostriješe.
Šape imaju pet prstiju i duge pandže koje ne mogu uvući.

##### Rasprostranjenost i stanište
Prirodno je rasprostranjen širom južne Azije, od Irana, sjeverne Indije, Indokine do južne Kine i otoka Jave. Introduciran je na neke otoke Tihog oceana (Havaji, Fidži, Okinawa), Indijskog oceana (Komori, Mauricijus), Jadranskog mora, Kariba (Jamajka, Portoriko, Trinidad i druge) i obalna područja od Venecuele do Surinama. Razlozi njihovog naseljavanja prvotno je bila kontrola populacije štakora i zmija, ali svugdje su ubrzo postali prijetnja zavičajnoj fauni. Lokalno su bila moguća i nenamjerna prekomorska naseljavanja s mungosima kao „slijepim putnicima“.

Nastanjuje raznolika staništa od šikara i šuma do travnjaka i kamenitih pustinja. Dobro su se prilagodili ljudskom utjecaju na prostor, odgovaraju im degradirana i poljoprivredna zemljišta, blizina naselja također. Preferira suha staništa ali može živjeti u obalnim područjima, a u Polineziji i u kišnim šumama.

##### Ponašanje, prehrana i razmožavanje
Mungosi su aktivni danju i podnose visoke temperature. Mali indijski mungos živi uglavnom samotno, premda skupina mužjaka može dijeliti istu jazbinu. Koriste napuštene jazbine drugih životinja ili ih sami kopaju i terestični su tj. rijetko se penju na drveće. Koriste 12 različitih zvukova.

Nije isključivi mesožder već prilagodljivi oportunist. Hrani se najviše beskralježnjacima (kukci, škorpioni, pauci, rakovice) i manjim kralježnjacima (žabe, zmije, glodavci, ptice i njihova jaja). Znadu jesti voće i bobice a viđeni su kako ubijaju sisavce nekoliko puta veće od sebe.

Zmije ubija zahvaljujući svojoj okretnosti i brzini, nije potpuno imun na zmijski otrov ali ga može podnijeti u bitno većim količinama nego druge životinje slične veličine.

Gravidnost traje 7 tjedana. Obično imaju dva legla godišnje s po 2 - 5 mladih i za njih se ženka brine sama. Životni vijek do 7 godina.

##### Mungos na Jadranu
Introdukcija malog indijskog mungosa na otok Mljet je provedena 1910. po nalogu Austro-Ugarskog ministarstva poljoprivrede. Nakon karantene ispušteno je 7 mužjaka i 4 ženke kod mjesta Goveđari. Između 1921. i 1927. godine unešeni su na Korčulu (1923.), Pelješac, Brač (1926.) i Šoltu. Cilj introdukcije bio je uništenje poskoka koji je posebno bio brojan na Mljetu, kroz 20-ak godina broj zmija je pao na minimum a zatim se zvjerčica okomila na ptice stanarice, selice i domaću perad. Oko 1970. naseljen je na otok Hvar i brzo se proširio, na Braču i Šolti nije se održao ali se pojavio na Čiovu.

Na Mljetu od 1949. ne uživa nikakvu zaštitu i smatra se štetočinom, neko vrijeme bile su isplaćivane i nagrade za odstrel. Ni šumski požari, ni lov, ni unesene divlje svinje nisu smanjili njihov broj koji je još uvijek izvan kontrole. Osim poremećene prirodne ravnoteže južnodalmatinski otoci imaju uljeza (manguc kako ga zovu na Mljetu) koji ima sklonost prema peradi, njihovim jajima, a hrani se grožđem i smokvama.

##### Status i odnos s ljudima
Introdukcije mungosa nisu polučile željen učinak. Nakon kratkoročno korisnog utjecaja na eventualno štetne glodavce, počeli su ugrožavati lokalnu faunu koja je na otocima često specifična ako ne endemična. U svim takvim ekosustavima negativno su utjecali na biološku raznolikost. Postavljeni na vrh hranidbenog lanca, predacijom autohtonih sisavaca, gmazova, vodozemaca, ptica i njihovih jaja uzrokovali su njihovo smanjenje ili istrebljenje. 
Svrstan je na listu „100 najgorih svjetskih invazivnih vrsta“. Osim toga mungosi mogu prenositi bolesti poput bjesnoće i leptospiroze.

U svom prirodnom staništu nije ugrožen, radi prilagodljivosti još je čest. Potpuno je zaštićen samo u Maleziji i Tajlandu, a u srednjoj Indiji smatraju ga svetim. Na istoku ih love i drže kao kućne ljubimce, u Kini i Vijetnamu jedu, svejedno nijedna od ovih ugroza ne utječe bitno na stabilnost populacije.

## Podvrste
- H. j. auropunctatus (Hodgson, 1836)
- H. j. exilis Gervais, 1841
- H. j. javanicus (É. Geoffroy Saint-Hilaire, 1818)
- H. j. orientalis (Sody, 1936)
- H. j. pallipes (Blyth, 1845)
- H. j. palustris Ghose, 1965
- H. j. peninsulae (Schwarz, 1910)
- H. j. perakensis (Kloss, 1917)
- H. j. afflesii Anderson, 1875
- H. j. rubrifrons J. A. Allen, 1909
- H. j. siamensis (Kloss, 1917)
- H. j. tjerapai Sody, 1949